# Vranići kod Vižinade
Vranići kod Vižinade – wieś w Chorwacji, w żupanii istryjskiej, w gminie Vižinada. W 2011 roku pozostawała niezamieszkana.